# Stazione di Kokusai-Tenjijō

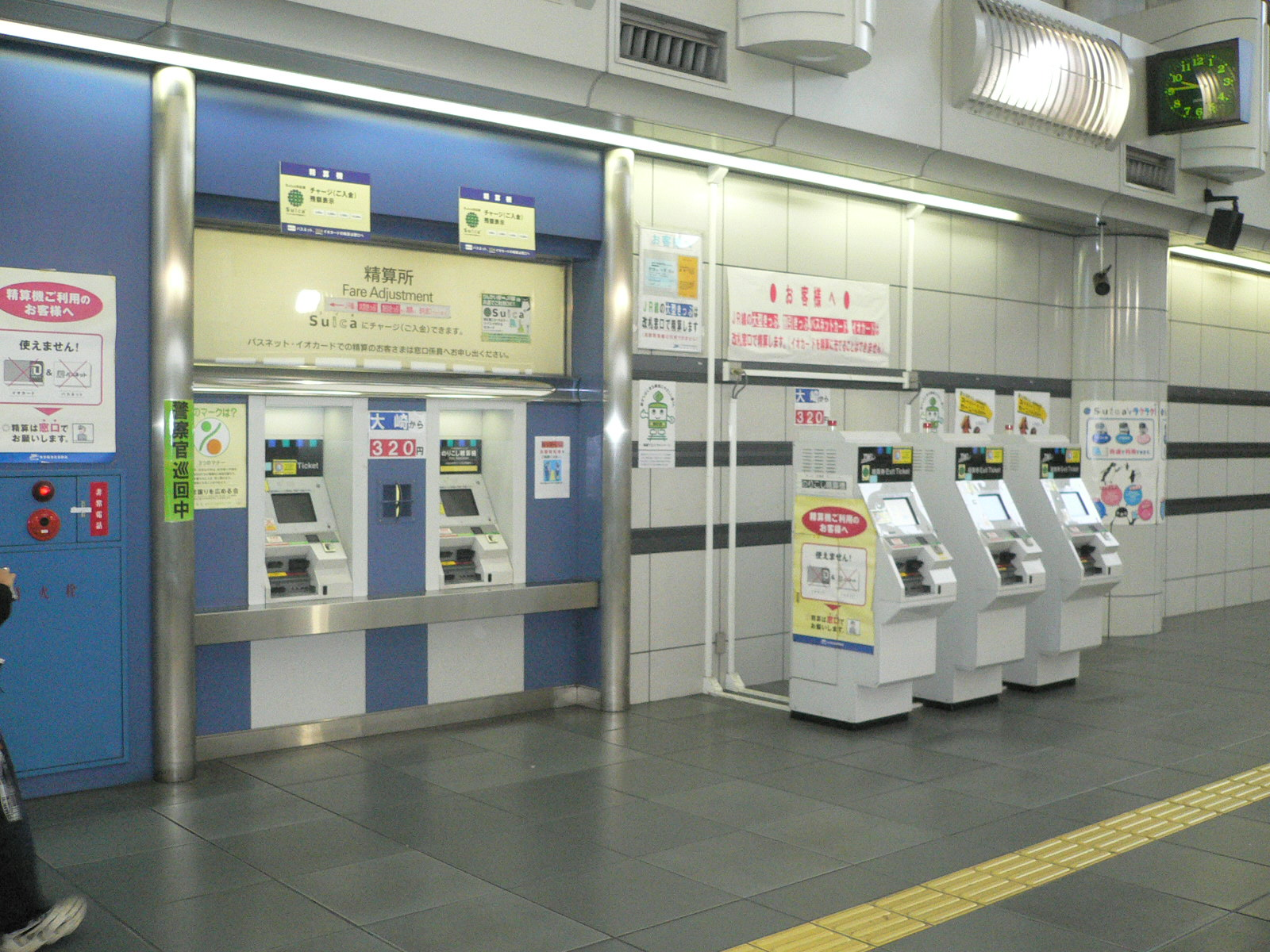
Panoramica della biglietteria automatica

La stazione di Kokusai-Tenjijō (国際展示場駅?, Kokusai-Tenjijō-eki) è una stazione ferroviaria di Tokyo situata nell'area di Odaiba, nel quartiere di Kōtō ed è servita dalla linea privata Rinkai della TWR.

## Storia
La stazione fu aperta nel 1996 assieme al primo stralcio della linea Rinkai.

## Linee
TWR
● Linea Rinkai

## Struttura
La stazione si trova in sotterraneo, con il mezzanino al primo piano sotterraneo e i 2 binari, con banchina a isola centrale, al terzo piano sotterraneo. Il camerone di stazione è completamente aperto, e un lucernario in superficie permette alla luce naturale di arrivare fino al piano binari. 
| 1 | ● Linea Rinkai | per Ōimachi, Ōsaki, Shinjuku e Ōmiya (via linea Saikyō) |
| 2 | ● Linea Rinkai | per Shin-Kiba                                           |

## Stazioni adiacenti
| «            | Servizio     | »              |
| Linea Rinkai | Linea Rinkai | Linea Rinkai   |
| ------------ | ------------ | -------------- |
| Shinonome    | Locale       | Tokyo Teleport |